# Bout-du-Pont-de-Larn
Bout-du-Pont-de-Larn es una comuna francesa situada en el departamento de Tarn, en la región de Occitania.

## Demografía
| 596 | 611 | 538 | 759 | 1053 | 1070 | 1272 |
| Para los censos de 1962 a 1999 la población legal corresponde a la población sin duplicidades (Fuente: INSEE [Consultar]) |     |     |     |      |      |      |